# Pseudogobius melanostictus
Pseudogobius melanostictus es una especie de peces de la familia de los Gobiidae en el orden de los Perciformes.

## Morfología
Los machos pueden llegar a alcanzar los 4 cm de longitud total.

## Hábitat
Es un pez de clima tropical y demersal.

## Distribución geográfica
Se encuentra en la India, Indonesia, Papúa Nueva Guinea, las Filipinas, Singapur y Sri Lanka.

## Observaciones
Es inofensivo para los humanos. 